# Севрюков, Владислав Владимирович
Владислав Владимирович Севрюков (укр. Владислав Володимирович Севрюков; 13 мая 1975, Черновцы) — украинский спортсмен, политик и медиаменеджер. Народный депутат Украины VIII созыва, член Национального совета Украины по вопросам телевидения и радиовещания.

## Биография
Учился в спортивной школе № 1 Черновцов, окончил среднюю школу в лицее № 1 города. Выпускник Черновицкого национального университета (экономический факультет).
С 11 лет начал заниматься стрельбой из лука. Сначала под руководством заслуженного тренера Украины Натальи Егоровой, а затем — у заслуженного тренера Украины Анатолия Егорова.
Уже в 1989 году выиграл первенство Украины среди старших на три года юношей и выполнил норматив мастера спорта. Впервые громко заявил о себе в 1991 году, когда сначала выиграл юношеское первенство СССР в Сумах, а вскоре завоевал третье место на европейском Гран-при в Милане (Италия).
Выигрывал чемпионат Украины в командном виде программы, зимний Кубок Украины, был серебряным призёром Всеукраинских летних спортивных игр в личных соревнованиях. Имеет в активе рекорд Украины на дистанции 18 метров и повторение национального рекорда на дистанции 70 метров. Победитель европейского Гран-при в Санкт-Петербурге. Мастер спорта международного класса по стрельбе из лука.
В 1995 году на чемпионате мира в Джакарте (Индонезия) выступил лучше всех среди украинцев (18 место), а в составе команды получил одну из трех олимпийских лицензий. Однако в олимпийскую Атланту не прошел из-за системы отбора в сборную. Из-за этого и недостаточного финансирования спортивной отрасли в целом и стрельбы из лука, в частности, завершил карьеру и перешёл в медиабизнес.
Начав свою карьеру в 1998 году с должности менеджера, прошел путь до руководителя коммерческого отдела в Телерадиокомпании «НБМ» («5 канал»).
С 2003 года работал директором "Телерадиокомпании «АСС», которая представляет на территории Черновицкой области «5 канал» и ряд сетевых радиостанций. Был совладельцем Черновицкого радио «Станция». Член Национального совета по вопросам телевидения и радиовещания Украины с 4 апреля 2014 года.
На досрочных парламентских выборах 2014 года не прошёл в Верховную Раду по списку Блока Петра Порошенко. После досрочного прекращения полномочий депутатов от одноименной фракции в парламенте Михаила Гвоздева и Романа Насирова, 17 сентября 2015 года Владислав Севрюков приступил к исполнению обязанностей народного депутата Украины.
1 ноября 2018 года были введены российские санкции против 322 граждан Украины, включая Владислава Севрюкова.